# Zoran Thaler
Zoran Thaler, slovenski politik, mednarodni politolog, diplomat in podjetnik, * 21. januar 1962, Kranj.

## Življenjepis
Javno kariero je začel v študentskih letih kot član ZSMS, kasneje LDS - Liberalna demokracija Slovenije. Na prvih svobodnih in demokratičnih volitvah 8. aprila 1990 je bil izvoljen v slovenski parlament. Na Ministrstvu za zunanje zadeve RS je bil v prvi demokratični vladi (1990–1993) namestnik zunanjega ministra.

### 1992–1995
Decembra 1992 je bil ponovno izvoljen v državni zbor Republike Slovenije; v tem mandatu je bil član naslednjih delovnih teles:
- Odbor za mednarodne odnose (predsednik do 26. januarja 1995),
- Komisija za volitve, imenovanja in administrativne zadeve (do 26. januarja 1995),
- Komisija po Zakonu o nezdružljivosti opravljanja javne funkcije s pridobitno dejavnostjo (od 12. septembra 1996),
- Komisija za poslovnik (od 12. septembra 1996),
- Odbor za zdravstvo, delo, družino in socialno politiko (od 12. septembra 1996),
- Odbor za mednarodne odnose (od 19. septembra 1996) in
- Odbor za finance in kreditno-monetarno politiko (do 26. januarja 1995).

### 1995–2006
26. januarja 1995 je postal minister za zunanje zadeve Republike Slovenije v vladi, ki jo je vodil Janez Drnovšek in bil decembra 1996 tretjič izvoljen v slovenski parlament na listi LDS. V svojem mandatu je dosegel umik italijanske blokade pridruževanja Slovenije EU. Po podpisu pridružitvenega sporazuma Slovenije z EU 1997 je izstopil iz politike. Leta 1998 je bil je eden od ustanoviteljev internetnega podjetja Eon. V obdobju 2004–2006 je bil predsednik uprave Simobila, ki se je v njegovem mandatu izvlekel iz izgub, potem pa aktiven na področju ekološkega kmetijstva v Slovenski Istri.

### 2009–2011
Leta 2009 je bil (kot nečlan stranke) nosilec liste SD  na volitvah v Evropski parlament in bil izvoljen. Bil je poročevalec EP za Makedonijo.

## Afera Murdochovega Sunday Timesa in odstop z mesta evroposlanca
V marcu 2011 ga je Britanski časnik The Sunday Times obtožil kot enega od štirih evroposlancev, ki naj bi v zameno za amandmaje k EU zakonodaji pristali na plačilo. Murdochovi novinarji pod krinko so pristopili k več evroposlancem, tudi Thalerju in potem svoje navedbe podkrepili z videom. Slednji je sprejem podkupnine odločno zanikal.
21. marca 2011 je Thaler odstopil z mesta evropskega poslanca. Pred tem se je na lastno pobudo oglasil na Komisiji za preprečevanje korupcije Republike Slovenije, ki je po opravljenem pogovoru ocenila, da obstaja »sum storitve uradno pregonljivega kaznivega dejanja s področja korupcije in nezakonitega posredovanja« in zadevo predala pristojnim organom..
Evropski urad za boj proti goljufijam - OLAF je takoj sprožil preiskavo in po devetih mesecih primer zaključil. Januarja 2012 so v sklepu o primeru zapisali, da na Thalerjevi strani »kršitev ni bilo« - "no infringement".
Specializirano državno tožilstvo Republike Slovenije je 17. januarja 2014 proti Thalerju zaradi vpletenosti v afero vložilo obtožbo in skupaj z njo tudi sporazum o priznanju krivde, ki ga je pred tem podpisalo s Thalerjem. 11. februarja 2014 je Thaler na preodbravnavnem naroku priznal krivdo glede očitkov jemanja podkupnine, zato mu je Okrožno sodišče v Ljubljani izreklo dve leti in pol vikend zapora, 32.250 evrov denarne kazni ter petletno prepoved opravljanja javne funkcije. Poleg naštetega je Thaler v skladu s sporazumom o priznanju krivde, ki ga je sklenil s Specializiranim državnim tožilstvom, v dveh obrokih vplačal 15.000 evrov oddelku otroške kirurgije ljubljanskega kliničnega centra. Thaler je v končni besedi poudaril, da močno obžaluje dejanje in bi se »rad še enkrat vsem opravičil«, a vztraja, da je šlo za inscenirano medijsko provokacijo.